# 미스터리 오브 로라
《미스터리 오브 로라》(영어: The Mysteries of Laura)는 2014년 9월 17일부터 2016년 3월 2일까지 NBC에서 방영된 드라마이다. 스페인의 드라마 《Los misterios de Laura》의 리메이크 작품이다. 2014년 9월 17일부터 2015년 5월 20일까지 방영하였다.
2015년 5월 8일, 시즌 2가 총 13회로 제작된다고 발표되었다. 시즌 2는 2015년 9월 23일부터 2016년 3월 2일까지 방영하였다.